# Esraa Ibrahim
Pour les articles homonymes, voir Ibrahim (homonymie).
Esraa Ibrahim, née le 8 décembre 1996, est une rameuse égyptienne. 

## Carrière
Esraa Ibrahim est médaillée d'argent en skiff juniors ainsi qu'en  deux de couple juniors aux Championnats d'Afrique d'aviron 2013 à Tunis. Elle obtient aux Championnats d'Afrique d'aviron 2014 à Tipaza la médaille d'argent en deux de couple poids légers.